# Terencio Sierra
Terencio Esteban Sierra Romero (* 16. November 1839 in San Francisco de Coray; † 25. September 1907 in Diriomo bei Granada (Nicaragua)) war ein honduranischer Offizier und Politiker. Vom 1. Februar 1899 bis 1. Februar 1903 amtierte er als Staatspräsident.

## Leben

### Herkunft und frühe Laufbahn
Seine Eltern waren Lucrecia Romero und Manuel Antonio Sierra. Er studiert Philosophie am Colegio Tridentino in Ciudad de Comayagua. In der Imprenta de Lupario Romero wurde er zum Drucker ausgebildet. Er begann ein Studium der Rechtswissenschaften an der Universidad Central de Honduras. Anschließend arbeitete er als Drucker in El Salvador und spezialisierte sich als Landvermesser. Anschließend war er als in Mittel- und Südamerika reisender Schiffskontrolleur für Reedereien tätig. In den USA studierte er Ingenieurwesen und erhielt ein Diplom in und Pionier- und Bauingenieurwesen für Land und See.
Er reiste ins Deutsche Reich, studierte dort militärische Taktik und Hydraulik. Nach fast zehn Jahren im Ausland kehrte er zu seiner Familie in Curarén und Aramecina zurück und arbeitete als Land- und Bergvermesser.
Durch den Rückhalt aus der Familie Sierra Romero wurde er am 12. Mai 1872 Kreisrat von Candelaria einem Municipio im Departamento Lempira. Als die Truppen von Ponciano Leiva die Ciudad de Comayagua besetzten, fiel der Kreisrat Terencio Sierra durch sein Ingenieurwissen auf. Vor der Kapitulation am 13. Januar 1873 wurde er zum Hauptmann befördert und kehrte anschließend in seinen Zivilberuf zurück.

### 1876 Regierung Soto
Am 27. August 1876 rief sich im Hafen von Amapala im Departamento Valle, Marco Aurelio Soto zum Präsidenten der Republik aus.
Unter der Regierung von Marco Aurelio Soto (1876–1883) wurde Sierra mit wichtigen Aufgaben betraut. Dem Aufbau eines Telegrafennetzes und dem Bau eines U-Bootes im Trockendock des Hafens von Amapala. Er verlegte die Zeitung La Voz del Golfo, welche in Amapala gedruckt wurde und sotofreundlich war. Wegen Problemen mit Soto ging Sierra nach Nicaragua ins Exil. Während der Regierung von Luís Bográn ging er nach El Salvador und später nach Nicaragua. Am 27. November 1891 führte er eine bewaffnete aufständische Bewegung gegen die Regierung von Ponciano Leiva an. Wegen der Unterstützung, welche diese Bewegung im Süden fand, rief die Regierung Ponciano Leiva den Ausnahmezustand in Choluteca und Tegucigalpa aus.
Die Aufständischen siegten am 18. August 1892 in El Carrizal (heute in El Salvador) bei El Corpus, unterlagen aber am 7. September in el Mineral bei El Corpus im Departamento Choluteca gegen den General Domingo Vásquez. Sierra ging nach Nicaragua.

### 1893 Regierung Rosendo Agüero
Unter der Leitung des Rechtsanwaltes Policarpo Bonilla formierten sich die Truppen neu in Tatumbla in der Nähe von Tegucigalpa um sich den Truppen der Regierung von Rosendo Agüero entgegenzustellen. In den Monaten von Februar bis Mai 1893 unterstützte General Terencio Sierra den Kampf welchen Policarpo Bonilla begonnen hatte.
Der Rechtsanwalt Policarpo Bonilla rief seine Regierung in Los Amates (heute in Guatemala) am 23. Dezember 1893 aus.
Am 22. Februar 1894 rangen die Truppen von Policarpo Bonilla die Regierung Domingo Vásquez nieder.
Der General Terencio Sierra wurde zum Militärkommandant des Hafens von Amapala ernannt.
1894 wurde Terencio zum Abgeordneten in die verfassungsgebende Versammlung für Tegucigalpa gewählt.
Es wurde eine neue Verfassung beschlossen und Dr. Policarpo Bonilla zum Präsidenten gewählt.

### 1896 honduranische Armee unterstütztPartido Liberalin Nicaragua
Am 13. April 1896 landete eine Truppe der Partido Conservador de Nicaragua unter der Leitung von Enrique Soto aus New York in Puerto Cortés und marschierte auf San Pedro Sula und Villa Nueva. Eine weitere Truppe der Partido Conservador operierte von El Salvador aus und besetzte Copán. José Santos Zelaya (Partido Liberal) fragte in Honduras um Unterstützung an und Policarpo Bonilla entsandte Truppen. Die Invasion von Puerto Cortés unter Coronel Enrique Soto, wurde von General Sierra niedergeschlagen.
1897 wurde Sierra zum Oberbefehlshaber ernannt, um die Regierung vor bewaffneten Aufständen zu schützen.
1898 heiratete er Carmen Sanavia.

### Präsidentschaft
Im Oktober 1898 wurde Terencio Sierra in einer Direktenwahl zum Präsidenten für die Amtszeit von 1899 bis 1903 gewählt, sein Stellvertreter wurde General Jose Maria Reina Bustillo, ein Mitgründer der Partido Liberal de Honduras. Die New York Times berichtete über den US-Söldner Lee Christmas, welcher in Honduras von Manuel Bonilla angeworben wurde. Er wurde Direktor der Polizei von Tegucigalpa und Brigadegeneral der Armee, er handelte als Gefängniswärter von Policarpo Bonilla und sein Richter, als dieser zahlreicher Vergehen angeklagt wurde. Policarpo wurde zu einer langjährigen Haftstrafe verurteilt und blieb bis Anfang 1906 im Gefängnis, danach ging er ins Exil nach El Salvador.
Das Präsidentenamt übte er vom 1. Februar 1899 bis zum 30. Januar 1903 aus. Seine Regierung schuf ein freundliches Klima für US-Unternehmen. Es siedelten sich in seiner Regierungszeit die Standard Fruit Company und die United Fruit Company an.
Manuel Bonilla war im Oktober 1902 direkt gewählt worden, ihm wurde aber die Bestätigung durch das Parlament verweigert und Terencio Sierra übertrug die Präsidentschaft an Juan Angel Arías.
Unter Arias wurde Terencio Sierra 1903 Kriegsminister und versuchte die Amtsübernahme von Manuel Bonilla zu verhindern, was fehlschlug und Terencio Sierra ins Exil nach El Salvador brachte. Manuel Bonilla rief sich am 1. Februar 1903 im Hafen von Amapala zum Präsidenten aus.

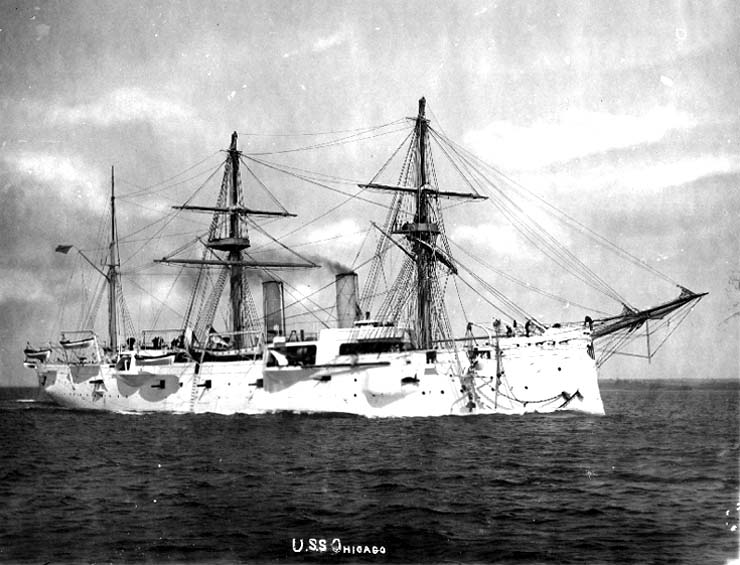
Panzerkreuzer USS Chicago

### 1907 US-Intervention
Am 23. März 1907 nach der Schlacht bei Nacaome war Manuel Bonilla mit 500 Soldaten in die Festungsanlage von Amapala geflüchtet, dort ergab er sich Terencio Sierra, mit welchem er auf den Panzerkreuzer USS Chicago ging. Ein US-Unterhändler einigte sich mit den Außenministern aus Nicaragua und El Salvador auf Terencio Sierra als Präsident für Honduras. Miguel R. Dávila mobilisierte Truppen unter dem Kommando von Tiburcio Carías Andino und José María Valladares gegen die Truppen von Terencio Sierra, die Truppen von Sierra wurden geschlagen und Davila wurde Präsident.